# Куроња (Тревизо)
Куроња је насеље у Италији у округу Тревизо, региону Венето.
Према процени из 2011. у насељу је живело 227 становника. Насеље се налази на надморској висини од 191 м.